# Museo Afro Brasil
El Museo Afro Brasil (en portugués: Museu Afro Brasil) es un museo dedicado a la investigación, a la conservación y a l’exposición de objetos relacionados con el universo cultural de los negros en Brasil. El museo está ubicado en el Parque do Ibirapuera, el principal parque urbano de São Paulo. El edificio "Manoel da Nóbrega Pavilion", que hoy alberga el Museo Afro Brasil, es una construcción diseñada en 1959 por Oscar Niemeyer.

## Historia
El Museo Afro Brasil fue fundado en 2004 por Emanoel Araújo, antiguo director de la Pinacoteca del Estado de São Paulo y artista de Bahía. Desde 2004, Araújo es el director del museo.

## Organización
La colección Afro Brasil se divide en varias secciones proponiendo diferentes áreas temáticas dedicadas como África, Trabajo, Esclavitud, Sagrado y Profano, Religiones Afro Brasileñas, Historia y Memoria, Artes.
En la sección dedicada a l’arte afro brasileña del siglo XX, hay importantes obras realizadas por artistas como Benedito José Tobias, Rubem Valentim, Heitor dos Prazeres, Ronaldo Rego, Octavio Araujo, Manuel Mesías, Caetano Dias, José Higinio, Tiberio, Jorge Luis dos Anjos como así funciona del Maestro Didi. Entre los otros, también forman parte de la colección obras de Madalena Schwartz, Sergio Valle Duarte, Alfred Weidinger, Joseph Pace, André Vilaron, Eustaquio Neves,  Walter Firmo.
El museo tiene la mayor colección americana dedicata à la cultura y la arte de los afrodescendientes en Brasil. Con más de 5.000 obras de arte, entre pinturas, esculturas, grabados, fotografías, documentos y piezas etnológicas, el museo ofrece muchos aspectos diferentes de los universos culturales Afro-Brasileños como la religión, el trabajo, el arte, la diáspora africana y la esclavitud. El museo Afro Brasil también muestra las influencias africanas en la construcción de la sociedad brasileña.

## Eventos
En el año 2014, para el décimo aniversario del museo (2004-2014) y para la Copa Mundial de Fútbol Brasil 2014, el museo organiza la exposición "O Negro no Futebol Brasileiro - A arte, Os Artistas" subrayado la presencia de los jugadores afrodescendientes de fútbol, como Pelé, Garrincha, Didí, Djalma Santos, Barbosa, Zizinho y Jairzinho, en la historia de Brasil y de sus importancia en la construcción de la identidad nacional brasileña. Entre las fotos y las caricatura de los jugadores de fútbol forman parte de la exposición, entre otras, las obras "Stadium" y las "Máscaras Votivas de Fútbol" de los artistas de Benín, Aston y Kifouli, la escultura de joyas de bisutería "Mundial Brasileiro, Pelota" de l’artista italiano Joseph Pace y la obra "Diamante Negro - Inventor da Bicicleta" (2014) ", un spray acrílico sobre lienzo, de l'artista de  murales brasileño, Speto.